# Рогенсе
Ро́генсе (ест. Rohense küla) — село в Естонії, у волості Рідала повіту Ляенемаа.

## Населення
На 31 грудня 2011 року в селі не було постійних мешканців.

## Історія
З 1998 року село відновлено як окремий населений пункт.